# Bétaméthasone
La bétaméthasone est un corticoïde aux propriétés anti-inflammatoires puissantes. Son utilisation à forte dose permet aussi la réduction de la réponse immunitaire.
Elle est indiquée dans le traitement de nombreuses affections d'origine inflammatoire ou allergique, dont le psoriasis et des dermatites. 

## Chimie
C'est un stéréoisomère de la dexaméthasone.

## Présentation des spécialités pharmaceutiques
Elle est disponible en formes :
- orales,
- parentérales,
- locales (crème, pommade, lotion) sous le nom commercial de Diprosone par le laboratoire Merck Sharp and Dohme (MSD) dans la catégorie des dermocorticoïdes.

## Divers
La bétaméthasone fait partie de la liste des médicaments essentiels de l'Organisation mondiale de la santé (liste mise à jour en avril 2013).